# 木村佳乃
木村 佳乃（きむら よしの、1976年〈昭和51年〉4月10日 - ）は、日本の女優、司会者、声優。元歌手。
イギリス・ロンドンのキングストン地区生まれ、帰国後は東京都世田谷区成城で育った。成城大学文芸学部英文学科中退。トップコート所属。夫はSMILE-UP.（旧ジャニーズ事務所）社長、元俳優、元歌手で少年隊の元メンバーの東山紀之。

## 略歴

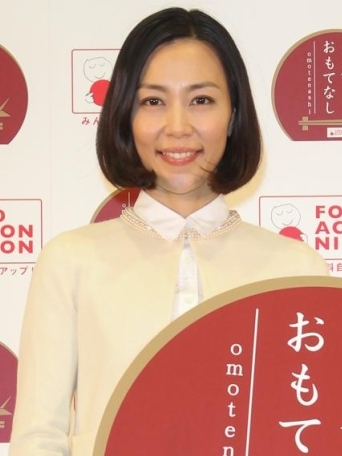
2014年

成城学園初等学校、成城学園高等学校（1995年卒業）を経て、成城大学文芸学部英文学科を中退。中学時代の3年間は父の仕事の都合（日本航空）によりアメリカ・ニューヨークで過ごす。
成城学園高等学校在学時より、読者モデルとして活動。
1996年には『元気をあげる〜救命救急医物語』（NHK）でドラマデビュー。翌1997年、『失楽園』で映画デビュー、同作品で日本アカデミー賞新人俳優賞を受賞する。
1998年から2000年まで歌手として活動した。
2004年には日韓共同訪問年広報大使、2005年からは日豪交流年観光大使などを務める。
世界のホラー映画の巨匠13人が競作する「マスターズ・オブ・ホラー」シリーズの『DREAM CRUISE』（2007年公開）に主演し、ハリウッドデビューした。
映画「さくらん」（2007年公開）では着物を脱がされ乳房を鷲掴みにされて揉まれながら性行為を受ける濡れ場を体当たりで演じた。
2015年4月から、関西テレビ制作・フジテレビ系列『発見!なるほどレストラン　日本のおいしいごはんを作ろう!』で初のバラエティ番組MCを務める。
私生活では、2010年10月23日に2008年の舞台『さらば、わが愛 覇王別姫』での共演を機にかねてから交際中であった俳優、歌手で少年隊（当時）の東山紀之と2年半の交際期間を経て結婚した。2011年5月3日、妊娠3か月であることが報じられ、同年11月4日に第1子となる長女を出産。2012年11月6日、第2子妊娠が報じられ、2013年5月29日に第2子となる次女を出産。

## 人物
趣味は乗馬、英語、水泳、映画鑑賞。

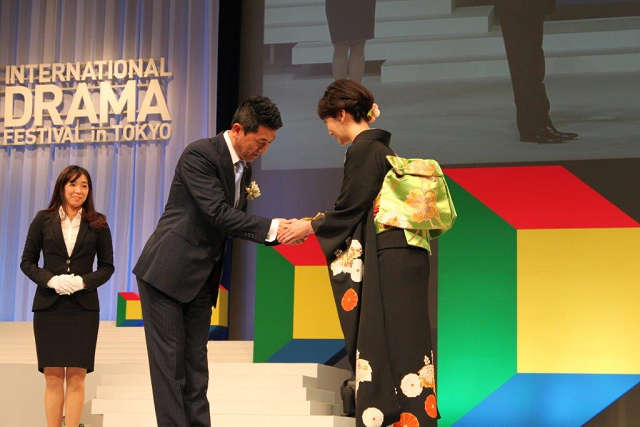
2016年11月、東京ドラマアウォード授賞式にて、主演女優賞を受賞

成城学園高校時代は馬術部に所属。初等学校時代から馬術部に憧れ、アメリカで過ごした中学時代に初めて馬に乗った。
保有資格は英検準1級。
声が大きく、大分県の大声選手権で優勝した経験がある。
2022年に行われ、350人が投票に参加した「トップコート所属の好きな俳優・女優ベスト5！」では1位を獲得した。

## 出演

### テレビドラマ
- 元気をあげる〜救命救急医物語（1996年1月 - 2月、NHK総合） - 主演・田岡美祈 役
- 銀狼怪奇ファイル〜二つの頭脳を持つ少年〜（1996年1月 - 3月、日本テレビ） - 鏡遥 役
- 将太の寿司（1996年4月 - 9月、フジテレビ） - 鳳さゆり 役
- 協奏曲（1996年10月 - 12月、TBS） - 辰巳響子 役
- 金曜エンタテイメント（フジテレビ）
  - テロリストのパラソル（1996年11月15日） - 松下塔子 役
  - スチュワーデス刑事シリーズ（1997年 - 2006年） - 佐藤瑠璃 役
    - スチュワーデス刑事1（1997年1月10日）
    - スチュワーデス刑事2（1998年1月9日）
    - スチュワーデス刑事3（1999年1月8日）
    - スチュワーデス刑事4（2000年1月7日）
    - スチュワーデス刑事5（2001年1月5日）
    - スチュワーデス刑事6（2002年1月11日）
    - スチュワーデス刑事7（2003年1月10日）
    - スチュワーデス刑事8（2004年1月16日）
    - スチュワーデス刑事9（2005年1月7日）
    - スチュワーデス刑事FINAL（2006年1月13日）
- 世にも奇妙な物語（フジテレビ）
  - 1996年聖夜の特別編「2040年のメリークリスマス」（1996年12月24日） - 主演・片桐由美子 役（萩原聖人とダブル主演）
  - 2002年秋の特別編「連載小説」（2002年10月3日） - 主演・紺野みずき 役
  - 2005年秋の特別編「越境」（2005年10月4日） - 主演・有吉百合子 役
- 輝きを忘れない（1997年3月28日、TBS）
- 生かし屋という男（1997年4月5日、テレビ朝日） - 篠宮美幸 役
- 理想の上司（1997年4月 - 6月、TBS） - 小林菜乃子 役
- 月の輝く夜だから（1997年7月 - 9月、フジテレビ） - 里中百香 役
- ビーチボーイズスペシャル（1998年1月3日、フジテレビ） - 飛行機の乗客 役
- ブラザーズ（1998年4月 - 6月、フジテレビ） - 服部ナナ 役
- 世紀末の詩（1998年10月 - 12月、日本テレビ） - 羽柴里見 役
- けろりの道頓〜秀吉と女を争った男〜（1999年1月2日、関西テレビ） - お藻 役
- Over Time-オーバー・タイム（1999年1月 - 3月、フジテレビ） - 倉田なずな 役
- パーフェクトラブ!（1999年7月 - 9月、フジテレビ） - 小山田千草 役
- 抱きしめたい!世紀末スペシャル（1999年10月1日、フジテレビ） - 菊地舞 役
- オルガンの家で（1999年10月19日、NHK総合） - 主演・森山紘子 役
- 恋の神様（2000年1月 - 3月、TBS） - 主演・春野息吹 役
- 手塚治虫劇場「ふしぎなメルモ」（2000年4月13日、テレビ朝日） - 主演・メルモ（大人） 役
- マッハブイロク特別ドラマ big大作戦（2000年6月29日、フジテレビ）
- ラブコンプレックス（2000年10月 - 12月、フジテレビ） - 荒瀬シズク 役
- 大河ドラマ（NHK総合）
  - 北条時宗（2001年） - 桐子 / ふき（母）役（2役）
  - 天地人（2009年6月 - 12月） - お涼（千利休の娘） 役
  - 真田丸（2016年） - 松 役
  - 青天を衝け（2021年） - やす 役
- 嫁はミツボシ。（2001年4月 - 6月、TBS） - 主演・新庄みゆき 役
- 愛と青春の宝塚〜恋よりも生命よりも〜（2002年1月3日・4日、フジテレビ） - 橘伊吹 役
- ウエディングプランナー SWEETデリバリー（2002年4月 - 6月、フジテレビ） - 宇野美咲 役
- ゴールデンボウル 第7話（2002年6月1日、日本テレビ） - 太宰友子 役
- 怪談百物語「番町皿屋敷」（2002年9月17日、フジテレビ） - 主演・お菊 役
- 名古屋仏壇物語（2002年11月 - 12月、NHK総合） - 主演・河合桃子 役
- リモート 第9話・最終話（2002年12月7日・14日、日本テレビ） - 榊由香 役
- いま何待ち? #14#15「天国と地獄2001」（2003年1月20日・27日、フジテレビ） - 国分寺カツ子 役
- Dr.コトー診療所 第4話・5話（2003年7月24日・31日、フジテレビ） - 芦田ゆき 役
- ニコニコ日記（2003年8月 - 10月、NHK） - 主演・小鳥遊ケイ 役
- エ・アロール（2003年10月 - 12月、TBS） - 園山麻子 役
- 流転の王妃・最後の皇弟（2003年11月29日・30日、テレビ朝日） - ハル 役
- 彼女が死んじゃった。（2004年1月 - 3月、日本テレビ） - 石井ゆかり 役
- 連続テレビ小説（NHK総合）
  - 天花（2004年3月 - 9月） - 蔭山佐知子 役
  - 風のハルカ（2005年10月 - 2006年4月） - 倉田百江 役
  - あさが来た第35回 - 36回（2015年11月6日 - 7日） - 櫛田そえ 役[17]
  - ひよっこ（2017年4月 - 2017年） - 谷田部美代子 役
- 相棒（テレビ朝日） - 片山雛子 役
  - season3 第1話 - 3話（2004年10月13日 - 27日）
  - season6 第16話（2008年2月20日）
  - season9 最終話（2011年3月9日）
  - season10 最終話（2012年3月21日）
  - season13 第18話（2015年3月11日）
  - season14 第10話（2016年1月1日）
  - season16 第13・14話（2018年1月24・31日）
  - season18 第1話（2019年10月9日）
  - season20　第19・20話（2022年3月16日・22日）
  - season21 第1話（2022年10月12日）[18]
- 大化改新（2005年1月1日・2日、NHK総合） - 車持与志古 役
- ドラマW（WOWOW）
  - 自由戀愛（2005年1月23日） - 主演・伊部清子 役（長谷川京子とダブル主演）
  - 祖国（2005年8月14日） - 守谷朋子 役
  - 兄帰る（2009年2月14日） - 主演・山下真樹子 役
  - CO 移植コーディネーター（2011年3月 - 4月、WOWOW） - 手塚由比 役
  - 罪人の嘘（2014年8月 - 9月、WOWOW） - 松本康子 役
- 恋におちたら〜僕の成功の秘密〜（2005年4月 - 6月、フジテレビ） - 鈴木（安藤）まり子 役
- 27歳の夏休み（2005年6月30日、TBS） - 主演・高瀬英子 役（瀬戸朝香とダブル主演）
- 輪舞曲-RONDO-（2006年1月 - 3月、TBS） - 一ノ瀬あきら 役
- PS -羅生門-（2006年7月 - 9月、テレビ朝日） - 主演・紅谷留美 役
- セレンディップの奇跡「セレンディップの奇跡」（2007年3月12日、日本テレビ） - 主演・有坂乃梨子 役
- テレサ・テン物語〜私の家は山の向こう（2007年6月2日、テレビ朝日） - 主演・テレサ・テン（鄧麗君） 役
- 天と地と（2008年1月6日、テレビ朝日） - 乃美 役
- モンスターペアレント 第1話（2008年7月1日、関西テレビ） - 渡辺秋枝 役
- 誰も守れない（2009年1月24日、フジテレビ） - 尾上令子 役
- 歌のおにいさん（2009年1月 - 3月、テレビ朝日） - 真鍋杏子 役
- 警官の血（2009年2月7日・8日、テレビ朝日） - 安城多津 役
- 松本清張生誕100年スペシャル・夜光の階段（2009年4月 - 6月、テレビ朝日） - 枝村幸子 役
- ハッピーバースデー（2009年11月21日、フジテレビ） - 藤原静代 役
- 泣かないと決めた日（2010年1月 - 3月、フジテレビ） - 佐野有希子 役
  - 絶対泣かないと決めた日〜緊急スペシャル〜（2010年7月2日）
- 女刑事・音道貴子 凍える牙（2010年1月30日、テレビ朝日） - 主演・音道貴子 役
- 警視庁継続捜査班（2010年7月 - 9月、テレビ朝日） - 主演・貴志真奈美 役
- 月曜ゴールデン『内部調査官・水平直の報告書』（2011年1月17日、TBS） - 主演・水平直 役
- 名前をなくした女神（2011年4月 - 6月、フジテレビ） - 本宮レイナ 役
- 金曜プレステージ（フジテレビ）
  - 宮部みゆきスペシャル　魔術はささやく（2011年9月9日） - 主演・高木和子 役
  - Dr.検事モロハシ（2012年3月23日） - 沖田涼子 役
  - 森村誠一サスペンス 孤独の密葬〜翻訳家の殺人推理〜（2013年11月1日） - 主演・中川素子 役
- はつ恋[19]（2012年5月 - 7月、NHK総合） - 主演・村上緑 役
- 息もできない夏（2012年7月 - 9月、フジテレビ） - 谷崎葉子 役
- ラスト・ディナー 第2夜「最後の言葉」（2013年3月16日、NHK BSプレミアム） - 主演・美弥子 役
- 月曜ゴールデン SRO 警視庁広域捜査専任特別調査室（2013年12月9日、TBS） - 主演・芝原麗子 役
- 松本清張 球形の荒野（2014年3月9日、BS日テレ） - 主演・野上久美子 役
- 花咲舞が黙ってない 第1話（2014年4月16日、日本テレビ） - 中島聡子 役
- ファーストクラス（2014年10月 - 12月、フジテレビ） - 廣木リカ 役
- ドラマスペシャル 松本清張「霧の旗」（2014年12月7日、テレビ朝日） - 河野径子 役
- 64（ロクヨン）（2015年4月18日 - 5月16日、NHK） - 三上美那子 役
- 実録ドラマスペシャル 女の犯罪ミステリー 福田和子 整形逃亡15年（2016年3月17日、テレビ朝日） - 高山芳江 役[20]
- ぼくのいのち（2016年3月23日、日本テレビ・読売テレビ系） - 主演・川田三千代 役[21][22]
- 僕のヤバイ妻（2016年4月19日 - 6月14日、関西テレビ・フジテレビ系） - 望月真理亜 役[23]
- 地味にスゴイ!DX 校閲ガール・河野悦子（2017年9月20日、日本テレビ） - 二階堂凛 役[24]
- ホーム・スイート東京（NHK総合） - ジェンキンズ・いつき 役
  - シーズン1（2017年11月19日 - 12月10日、NHKワールド JAPAN / 2017年12月3日 - 24日、NHK総合）
  - シーズン2（2018年12月1日 - 12月22日、NHKワールド JAPAN）
  - シーズン3（2019年12月1日 - 12月22日、NHKワールド JAPAN）
- どこにもない国（2018年3月24日 - 31日、NHK総合） - 丸山万里子 役[25]
- Missデビル 人事の悪魔・椿眞子（2018年4月14日 - 6月16日、日本テレビ） - 伊東千紘 役
- あなたには渡さない （2018年11月10日 - 12月22日、テレビ朝日） - 主演・上島通子 役[26]
- 後妻業（2019年1月22日 - 3月19日、関西テレビ・フジテレビ系） - 主演・武内小夜子 役[27]
- アライブ がん専門医のカルテ（2020年1月9日 - 3月19日、フジテレビ） - 梶山薫 役[28]
- 恋する母たち（2020年10月23日 - 12月18日、TBS） - 主演・石渡杏 役[29]
- アバランチ（2021年10月18日 - 12月20日、カンテレ・フジテレビ系） - 山守美智代 役
- 石子と羽男-そんなコトで訴えます?- 第2話（2022年7月22日、TBS） - 相田瑛子 役[30]
- 我らがパラダイス（2023年1月8日 - 3月12日、NHK BSプレミアム・BS4K） - 主演・田代朝子 役[31]
- この素晴らしき世界（2023年7月20日 - 9月14日、フジテレビ） - 比嘉莉湖 役[32]
  - この素晴らしき世界 特別編（2023年9月21日、フジテレビ）[33]
- 松本清張ドラマスペシャル 第二夜「ガラスの城」（2024年1月4日、テレビ朝日） - 三上田鶴子 役[34][35]
- 日本テレビ開局70年スペシャルドラマ「テレビ報道記者〜ニュースをつないだ女たち〜」（2024年3月5日、日本テレビ） - 平尾成美 役[36]
- アンチヒーロー（2024年4月14日 - 6月16日、TBS） - 緑川歩佳 役[37][38]
- 南くんが恋人!?（2024年7月16日 - 9月10日、テレビ朝日） - 堀切楓 役[39]
- なんで私が神説教（2025年4月12日 - 6月14日、日本テレビ） - 加護京子 役[40][41]
- 19番目のカルテ（2025年7月13日 - 、TBS） - 有松しおり 役[42]

### 配信ドラマ
- No Activity／本日も異状なし（2021年12月17日配信開始、全6話、Amazon Prime Video） - 里見美里 役[43]
  - No Activity Season2（2024年9月13日 - 、Amazon Prime Video）[44]

### 映画
- 失楽園（1997年） - 久木知佳 役
- ISOLA〜多重人格少女（2000年） - 主演：加茂由香里 役
- 走れ!イチロー（2001年） - 寺田睦美 役
- 模倣犯（2002年） - 前畑滋子 役
- 船を降りたら彼女の島（2002年） - 主演：河野久里子 役
- 阿修羅のごとく（2003年） - 赤木啓子 役
- 苺の破片 イチゴノカケラ（2005年）
- 自由戀愛（2005年） - 伊部清子 役
- 蟬しぐれ（2005年） - ふく 役
- 寝ずの番（2006年） - 茂子 役
- バックダンサーズ!（2006年） - 美浜礼子 役
- さくらん（2007年） - 高尾 役
- ドリーム・クルーズ（2007年） - 主演：斎藤百合 役
- 監督・ばんざい!（2007年） - 明子 役
- 伝染歌（2007年） - 鏑木蘭子 役
- スキヤキ・ウエスタン ジャンゴ（2007年） - 静 役
- 全然大丈夫（2008年） - 木下あかり 役
- 相棒 - 片山雛子 役
  - 相棒 -劇場版- 絶体絶命! 42.195km 東京ビッグシティマラソン（2008年）
  - 相棒シリーズ X DAY（2013年）
- 次郎長三国志（2008年） - 小松村お園 役
- おろち（2008年） - 主演：門前一草、門前葵 役（1人2役）
- ブラインドネス（2008年） - 最初に失明した男の妻 役
- 空へ-救いの翼 RESCUE WINGS-（2008年） - 鷹栖美那 役
- 誰も守ってくれない（2009年） - 尾上令子（精神科医師） 役
- キラー・ヴァージンロード（2009年） - 小林福子 役
- 告白（2010年） - 下村優子（少年Bの母親） 役
- KING GAME（2010年） - 山咲 役
- ホットロード（2014年） - ママ 役
- 星ガ丘ワンダーランド（2016年） - 清川爽子 役[45]
- 嫌な女（2016年） - 小谷夏子 役[46]
- パパはわるものチャンピオン（2018年9月21日） - 大村詩織 役[47][48]
- Diner ダイナー（2019年7月5日） - スキンの母親 役（写真のみ）[49]
- 記憶にございません!（2019年9月13日） - スーザン・セントジェームス・ナリカワ 役
- ドクター・デスの遺産-BLACK FILE-（2020年11月13日） - 雛森めぐみ 役
- ファーストラヴ（2021年2月11日、KADOKAWA） - 聖山昭菜 役
- 騙し絵の牙（2021年3月26日） - 江波百合子 役[50]
- カラダ探し THE LAST NIGHT（2025年9月5日公開予定） - 謎の女 役[51]

### バラエティ・教養番組
- 恋愛の家庭教師（1999年、フジテレビ）
- おしゃれカンケイ（1998年、1999年、日本テレビ）
- 経済ドキュメンタリードラマ ルビコンの決断[52]（2009年4月16日 - 2010年9月16日、テレビ東京） - メインキャスター
- 芸術が踊る都ウィーン 華麗なる謎解き大紀行（2009年11月10日、TBS） - ナビゲーター
- 木村佳乃のイマジンロード〜ジョン・レノン生誕70年 愛と平和への旅路（2010年12月12日、BS朝日） - ナビゲーター
- 発見!なるほどレストラン　日本のおいしいごはんを作ろう!（2015年4月 - 2016年3月、フジテレビ） - MC
- 世界の果てまでイッテQ!（2015年1月 - 、日本テレビ） - 不定期
- 所さん!大変ですよ（2018年4月5日 - 、NHK総合） - MC[53][54]

### テレビアニメ
- 中華一番!（1997年） - メイリィの母（メイカ） 役
- ゴー!ゴー!キッチン戦隊クックルン（2017年4月 - 2019年3月） - サクラ 役[55]

### 劇場アニメ
- それいけ!アンパンマン よみがえれ バナナ島（2012年） - バンナ 役[56]
- 映画 プリキュアドリームスターズ!（2017年） - シズク 役[57]
- 映画 妖怪学園Y 猫はHEROになれるか（2019年） - メドゥーサ役[58]
- 君たちはどう生きるか（2023年7月14日、東宝） - 夏子 役[59]

### ゲーム
- レイトン教授と最後の時間旅行（2008年） - サリアス / クレア・フォーリー 役（2役）

### 吹き替え
映画
- パーシー・ジャクソンとオリンポスの神々（2010年） - メデューサ 役（ユマ・サーマン）[60]
- ジュラシック・ワールドシリーズ - クレア・ディアリング 役（ブライス・ダラス・ハワード）[61][62][63] ※劇場公開版
  - ジュラシック・ワールド（2015年）
  - ジュラシック・ワールド/炎の王国（2018年）
  - ジュラシック・ワールド/新たなる支配者（2022年）
- パディントン（2016年） - ミリセント・クライド 役（ニコール・キッドマン）[64]
- ゴジラ キング・オブ・モンスターズ（2019年） - エマ・ラッセル 役（ヴェラ・ファーミガ）[65]
- ジャングル・クルーズ（2021年） - リリー・ホートン 役（エミリー・ブラント）[66]

アニメ
- アトランティス 失われた帝国（2001年） - プリンセス・キーダ 役
- オープン・シーズン（2006年） - ベス 役
- カンフー・パンダシリーズ - マスター・タイガー 役[67]
  - カンフー・パンダ（2008年）
  - カンフー・パンダ2（2011年）
- 私ときどきレッサーパンダ（2022年） - ミン・リー 役[68]

### ラジオ
- 木村佳乃ひまわりの気持ち（1998年 - 2000年、TOKYO FM）
- 木村佳乃BOY MEETS GIRL（2000年 - 2001年、ニッポン放送）

### 舞台
- 滅びかけた人類、その愛の本質とは…（2000年、パルコ劇場）
- 恋人たちの予感（2002年、Bunkamuraシアターコクーン）
- ミー・アンド・マイガール（2003年、帝国劇場）
- 幻に心もそぞろ狂おしのわれら将門（2005年、Bunkamuraシアターコクーン）
- モーツァルト!（2005年、帝国劇場）
- さらば、わが愛 覇王別姫（2008年、Bunkamuraシアターコクーン）
- 地球ゴージャスプロデュース公演Vol.10 『星の大地に降る涙』（2009年）
- 抜目のない未亡人（2014年）
- 誰か席について（2017年、シアタークリエ、他）

### CM
- ヤマザキナビスコからヤマザキビスケット（2016年9月1日社名変更）[69]（1996年 - ？）
  - 「オレオ」（ - 2016年8月31日）
  - 「チップスター」
  - 「ナビスコサンドシリーズ」
- ハウス食品（1996年 - 1999年）
  - 「フルーツインゼリー」
  - 「ディッシュアップ」
  - 「いただきレンジ」
  - 「スープスパゲティ」
  - 「リボンパスタ」
  - 「カレークイック」
- 日本航空（1996年 - ？）
  - 「ジャルパックI'll」
  - 「JALカード」
- JA共済（1996年 - ？）
- 資生堂
  - 「水分パックシャンプー」（1996年）
  - 「プラウディア」（1998年）
  - 「ラステア」（1999年 - 2000年）
- NTTパーソナル「Paldio」（1996年 - 1997年）
- セシール（1996年）
- 大正製薬 「アルフェミニ」（1997年 - 1999年）
- 三菱電機 冷蔵庫（1997年 - 2002年）
- サッポロビール「冬物語」（1997年）
- 賃貸住宅ニュース社（1998年）
- トヨタ・「RAV4」（2000年）
- ロート製薬  「SUPLES」（2000年）
- インターキュー（2000年）
- サントリー 「純生」（2003年）
- 丸美屋食品
  - のりたま（?年 - ）
  - 釜めしの素
  - 家族のお茶漬け
- JDL （2004年 - 2006年）
- 花王
  - ソフィーナ「レイシャス」（？年）
  - フレグランスニュービーズ（2015年）[70]
  - フレグランスニュービーズ「さわやかなヴァ―べナの香り」（2016年）[71]
  - フレグランスニュービーズ「2016ローズヌーヴォー 早摘み ブルガリアローズの香り」（2016年）[72]
- 日本リーバ 「ポンズ・ダブルホワイト」（2004年）
- コーセー「WHITIST/ ホワイティスト」「潤肌精プライム」（2006年 - ？）
- 三共→第一三共ヘルスケア ルル（2004年 - 2009年）
- 三井住友銀行「カードローン」（2006?年 - ）
- ARSOA（2011年 - ）
- カルピス「ウェルチ」（2012年 - ）
- 映画 ひつじのショーン 〜バック・トゥ・ザ・ホーム〜（2015年） - CMナレーター、スペシャルサポーターを務める[73]。
- リクルートマーケティングパートナーズ「勉強サプリ」（2015年）[74]
- キリンビール
  - キリン のどごし オールライト（2015年）[75][76]
  - キリン カラダFREE（2019年）[77]
- ピジョン「Premige」（2015年）[78]
- 三井不動産商業マネジメント ららぽーと「母娘シリーズ」（2017年 - ）[79][80]
- グラクソ・スミスクライン「シュミテクト」（2017年）
- アサヒ飲料 『カルピス』由来の乳酸菌科学
  - 届く強さの乳酸菌（2017年）[81]
  - 守る働く乳酸菌（2018年）[82]
- メガネトップ 眼鏡市場
  - 度付サングラス（2018年 - ）[83]
  - ストレスフリー遠近（2018年）[84]
  - 度付サングラス（スポーツタイプ）（2019年）[85]
- ユーキャン（2020年）[86]
- BuySell Technologies 出張訪問買取サービス（2020年 - 2023年） [87][88]
- ナカノモードエンタープライズ 板前魂 （2020年）
- 日本マクドナルド チキンマックナゲット（2021年）[89]
- 公文教育研究会 KUMON（2021年）[90]
- エーザイ
  - セルベール整胃プレミアム＜錠＞（2021年）[91]
  - パリエットS（2025年7月 - ）

### PV
- 風味堂「楽園をめざして」
- 松任谷由実「I Love You」
- chay「makeup 80's」

### 音声ガイド
- メトロポリタン美術館　古代エジプト展 女王と女神（2014年、東京都美術館（東京会場）、神戸市立博物館（神戸会場）） - 音声ガイド[92]

## 受賞歴
- 1998年
  - エランドール賞 新人賞
  - 第21回日本アカデミー賞 新人俳優賞
  - 第17回ザテレビジョンドラマアカデミー賞[93] 助演女優賞（『ブラザーズ』）
- 2004年
  - 日本観光広報大使 任命
- 2005年
  - （財）アジア文化交流財団 文化功労賞
- 2006年
  - 第29回日本アカデミー賞 優秀主演女優賞
- 2011年
  - 第34回日本アカデミー賞 優秀助演女優賞[94]
  - 第53回ブルーリボン賞 助演女優賞
- 2016年
  - 第4回コンフィデンスアワード・ドラマ賞 主演女優賞（『僕のヤバイ妻』）[95]
  - 東京ドラマアウォード 2016 助演女優賞（『僕のヤバイ妻』）[96]
  - VOGUE JAPAN Women of the Year 2016 [97]

## 歌手活動
いずれもポニーキャニオンから発売。

### シングル
1. イルカの夏（1998年6月17日）
（c/w）SUNNY SIDE STORY
2. LOVE and LIFE（1998年9月18日）
（c/w）おもいでの日、おもいでの島
3. ハロー・マイセルフ（1999年1月20日）
（c/w）go for a walk
4. 雨の日はふたりで（1999年12月1日）
（c/w）Sweetest Song
5. 恋する日曜日（2000年3月17日）
（c/w）15分の距離
6. Lullaby for Grandmother-M Version-（2000年9月6日）
（c/w）Golden Town / あしたは…

### アルバム
|      | 発売日        | タイトル                          | 収録曲 | 備考 |
| ---- | ------------- | --------------------------------- | --- | ---- |
| 1st  | 1999年3月3日  | ONE and ONLY                      | 1. LOVE and LIFE 2. ハロー・マイセルフ 3. HA・BA・TA・KI 4. Clover 5. アシタはまた来る 6. パンチ！パンチ！パンチ！ 7. 魂でいこう！ 8. SPEED UP LOVE 9. HOLD ME TIGHT,KISS ME TIGHT 10. イルカの夏                                          |      |
| 2nd  | 2000年4月20日 | GIRL                              | 1. girl 2. 恋する日曜日 3. Calling in the rain 4. 空飛ぶ自転車 5. Sweetest Song 6. あしたは… 7. 雨の日はふたりで 8. Mysterious Woman 9. Like a Dolphin 10. クリスマス・イヴは泣かないで 11. Lullaby for Grandmother ～黄色いバラをあなたへ | -    |
| BEST | 2001年9月19日 | Lady -The Best of Yoshino Kimura- | 1. Lullaby for Grandmother -M version- 2. イルカの夏 3. 雨の日はふたりで 4. girl 5. あしたは… 6. Sweetest Song 7. Clover 8. ハロー・マイセルフ 9. SPEED UP LOVE 10. クリスマス・イヴは泣かないで 11. LOVE and LIFE 12. 15分の距離          | -    |

### タイアップ
- 雪明り 星明り（2016年、キングレコード） - 映画『星ガ丘ワンダーランド』主題歌 [98]
- 君を呼ぶ場所（2017年、マーベラス） - アニメ映画『映画 プリキュアドリームスターズ!』エンディングテーマ・挿入歌

## 写真集
- VeNUS（1998年6月20日）
- YX（2006年）
- 素足の恋人へ